# Dan Theodorescu
Dan Theodorescu (n. 2 martie 1899, Tulcea – d. 30 iunie 1948, București) a fost un medic chirurg. Este fondatorul învățământului universitar de chirurgie oro-maxilo-facială din România și a celui stomatologic din București. A preconizat o serie de procedee operatorii precum: marsupializarea și electrocoagularea în ranulă, rezecarea apofizei coronoide în constricții temporo-mandibulare, reducerea fracturilor arcadei zigomatice pe cale temporală.
Între 1918-1925 studiază medicina la Iași și București, iar în 1925 primește titlul de doctor, susținând lucrarea cu titlul Contribuțiuni la studiul și tratamentul cancerului laringean. Între 1922-1925 a lucrat ca intern la Spitalul Militar din București, iar între 1925-1931 medic primar, în cadrul aceluiași spital. A fost preparator la catedra de anatomie topografică și chirurgie experimentală și asistent la Catedra de medicină operatorie, mai târziu și la Clinica a III-a chirurgicală de la Facultatea de medicină din București.
Între 1926-1928, se specializează la Paris, la Ecole pratique d'anatomie și la o clinică chirurgicală din același oraș. Se întoarce în țară și în 1929 devine doctor docent în medicină operatorie, la Facultatea de medicină din București. Între 1934-1935 se specializarea în chirurgie oro-maxilo-facială la Viena.
Între anii 1937-1939, este conferențiar la Facultatea de medicină din București și profesor de clinică oro-maxilo-facială între anii 1939-1948. Între 1941-1948 este director al Institului clinico-stomatologic de la Spitalul Colentina, fondat de Mina Minovici în 1929.
În anul 1941 a organizat Școala de surori de stomatologie, iar în 1943 Școala de tehnicieni dentari, ambele în București.
A fost membru în mai multe foruri medicale internaționale: Asociația franceză de chirurgie, Societatea de gastroenterologie din Paris, Asociația chirurgilor militari americani, Societatea internațională de chirurgie, Federația dentară internațională, Asociația internațională pentru combaterea paradontozei. A fost și membru în colegiul de redacție al revistei Des Zahnartz din Viena.

## Lucrări
- Litiaza salivară (1963)
- La maladie operatoire (1941)
- Anestezia în chirurgia buco-dentară (1943)

1. ↑   https://csm.ro/web/radutheo/ Lipsește sau este vid: |title= (ajutor)